# Teresa Ścibor-Rylska

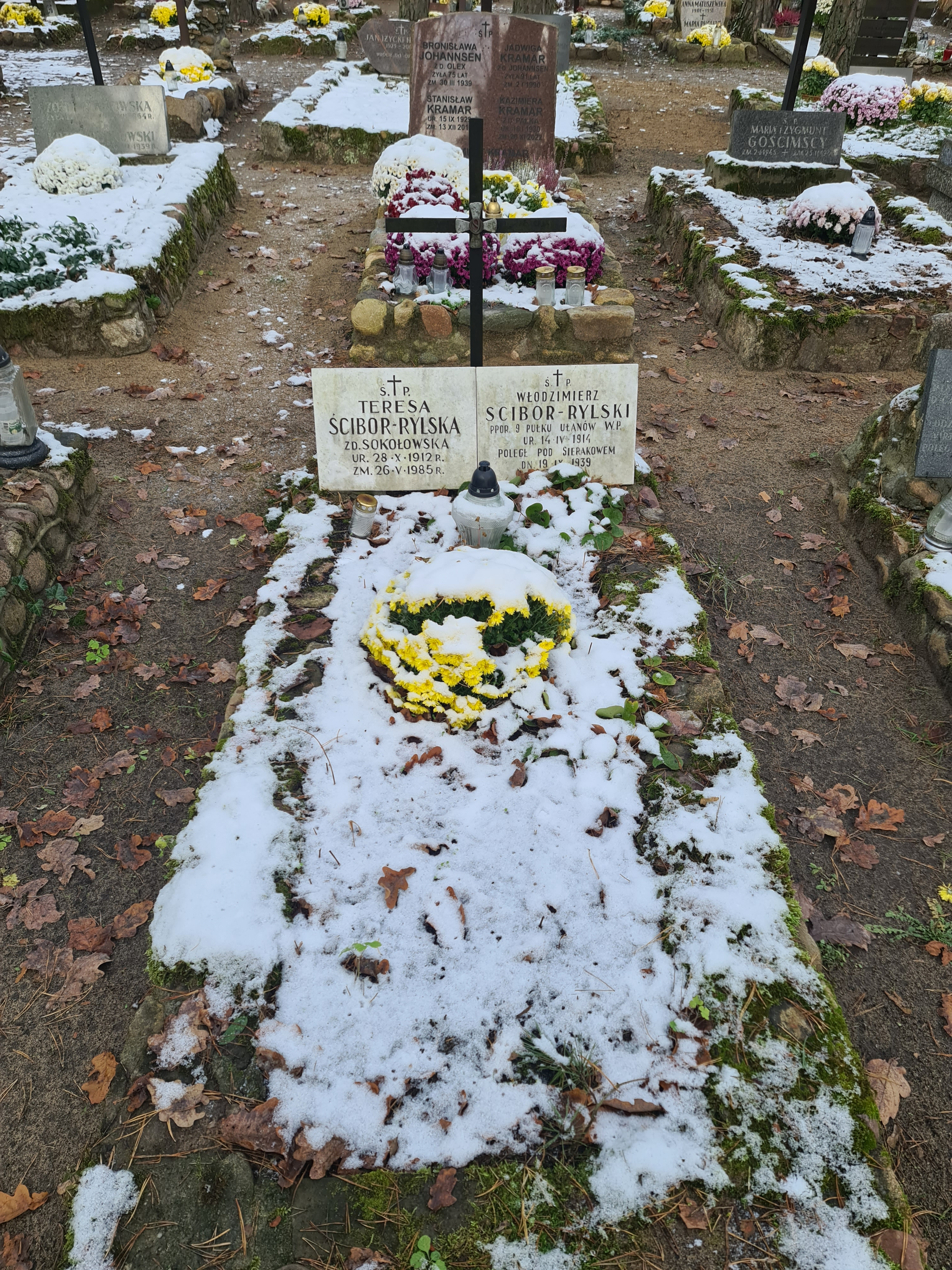
Grób Teresy Ścibor-Rylskiej i jej męża Włodzimierza na cmentarzu leśnym w Laskach

Teresa Wanda Rylska (Ścibor-Rylska) (ur. 28 października 1912 w Mińsku Mazowieckim, zm. 26 maja 1985 w Lublinie) – polska biolog, działaczka katolicka, wykładowca Katolickiego Uniwersytetu Lubelskiego.

## Życiorys
Córka Antoniego Sokołowskiego i Jadwigi z Chamców. W 1931 roku ukończyła gimnazjum im. Unii Lubelskiej w Lublinie. W 1938 roku na Uniwersytecie Warszawskim uzyskała tytuł magistra filozofii w zakresie biologii. W październiku tego roku wyszła za mąż za Włodzimierza Ścibor-Rylskiego oraz zamieszkała w jego majątku (Kolińce) w powiecie tłumackim. Podczas drugiej wojny światowej, po zaprzysiężeniu w Armii Krajowej, pracowała m.in. w Organizacji Małego Sabotażu „Wawer” jako sekretarka (przyjęła ps. Trembicka).
W latach 1944–1950 pracowała w Katedrze Fizjologii Roślin Uniwersytetu Marii Curie-Skłodowskiej w Lublinie. W 1948 roku uzyskała tam stopień doktora w zakresie biologii. Następnie, od 1951 do 1958 roku, kierowała Laboratorium Fizjologii Roślin w Instytucie Hodowli i Aklimatyzacji Roślin w Warszawie. Od 1958 roku do przejścia na emeryturę w 1976 roku kierowała Zakładem, a potem Katedrą Botaniki na Wydziale Filozofii Chrześcijańskiej Katolickiego Uniwersytetu Lubelskiego. W 1959 roku Centralna Komisja Kwalifikacyjna przyznała jej tytuł docenta.
Od 1945 roku uczestniczyła w pracach Polskiego Towarzystwa Botanicznego, od 1951 roku była członkiem Towarzystwa Naukowego KUL, Polskiego Towarzystwa Biochemicznego, a od 1957 roku członkiem American Society of Plant Physiologists.
Zmarła 26 maja 1985 roku w Lublinie. Została pochowana na cmentarzu leśnym w Laskach.

## Rozpracowywana przez Służbę Bezpieczeństwa
Funkcjonariusze UB/SB w latach 1944–1960 gromadzili wobec niej materiały z powodu jej przedwojennej działalności w Stowarzyszeniu Katolickiej Młodzieży Akademickiej „Odrodzenie” oraz z racji członkostwa w Armii Krajowej w okresie II wojny światowej (Organizacja Małego Sabotażu „Wawer”). Jak podano w dokumentach Służby Bezpieczeństwa, z powodu jej „aktywnej działalności klerykalnej” została odsunięta od prowadzenia badań i zajęć dydaktycznych na Uniwersytecie Marii Curie-Skłodowskiej. W latach 1968–1979 była poddawana bezpośredniemu rozpracowywaniu podczas jej pracy na Katolickim Uniwersytecie Lubelskim (sprawy o krypt. „Dewotka” oraz „Ciemnogród”). Zaliczono ją do grona osób, którzy reprezentowali na uczelni „najbardziej reakcyjne poglądy polityczne”. W gromadzonych materiałach zwracano uwagę na jej znajomość z kard. Stefanem Wyszyńskim oraz działalność w grupie tzw. byłych „odrodzeniowców”. Jej aktywność, zwłaszcza wypowiedzi, kontrolowano przy pomocy tajnych współpracowników. Ponadto nielegalnie przeglądano jej korespondencję. Biorąc pod uwagę jej „antysocjalistyczną” postawę, w latach 1969–1972 „zastrzeżono” jej możliwość wyjazdów zagranicznych. Szczegółowe informacje na temat zgromadzonych wobec niej materiałów umieszczono w tzw. katalogu osób „rozpracowywanych”, przygotowanym przez Instytut Pamięci Narodowej.